# Escudo de Vallelado
El escudo de Vallelado es el símbolo más importante de Vallelado, municipio de la provincia de Segovia, comunidad autónoma de Castilla y León, en España. 

## Historia
El escudo de Vallelado fue oficializado, junto con la bandera de Vallelado, en el año 1989, y su composición responde a un conjunto de aspectos representativos del municipio: los cuarteles primero y cuarto denotan la pertenencia del municipio al Reino de Castilla, mientras que el segundo y tercero lo hacen a la Comunidad de Villa y Tierra de Cuéllar, por lo que muestran el escudo de Cuéllar en su versión antigua, antes de ser oficializado en el año 2008. Finalmente, el escusón muestra uno de los elementos más representativos del municipio, el ajo de Vallelado.

## Descripción
El escudo de Vallelado fue oficializado el 27 de enero de 1989, y su descripción heráldica es:

«Escudo cuartelado. Primero y cuarto, de gules, una torre de oro, almenada y mazonada de sable, aclarada de azur, de cuyo homenaje sale un guerrero armado, de sus colores. Segundo y tercero, de plata, una cabeza de caballo, con sus arreos, en sus colores. Escusón de sinople con una cabeza de ajo de oro. Timbrado de la corona real cerrada.»
Boletín Oficial de Castilla y León nº 33/1990